# Айсберг (льодова арена)
Льодова арена «Айсберг» (Льодова ковзанка «Айсберг») — льодова арена в місті Кременчук, Полтавська область, Україна. Домашня арена ХК «Кременчук».

## Історія
Ініціатором та спонсором будівництва споруди став керівник ТМ «Олександрія» Сергій Мазур. Ковзанку неофіційно відкрили 5 лютого 2012 року двома хокейними матчами (перший — між ХК «Кальвадос-1» з смт Стасі та «Кремнем» ім. Литвина, другий — між і ХК «Кременчук» та ХК «Кальвадос-1»). Офіційне відкриття відбулося 18 лютого 2012.
На найкращу назву ковзанки був організований конкурс. Переможців у підсумку виявилося четверо — Олександр Зорін, Поліна Замерец, Галина Криворучко і Володимир Галабудський.
У 2017—2018 роках на арені пройшла реконструкція. Було збільшено висоту будівлі на 4 метри, що дозволило створити VIP-зону та розширити трибуну з 310 до 900 глядацьких місць. Було встановлене нове інформаційне табло.

## Інфраструктура
До комплексу входять:
- крита льодова ковзанка
- прокат ковзанів
- кілька спеціалізованих хокейних роздягалень
- кафе-бар
- спортивний магазин
- медичний пункт
- готель на 50 місць
- фітнес-центр

## Робота на арені
В Айсбергу працюють секції фігурного катання та хокею. Займається хокеєм близько 300 дітей.
Тут проводить свої домашні ігри клуб «Кременчук», а також відбуваються інші хокейні змагання:
- Кубок Центральної України з хокею
- Чемпіонат Полтавської області з хокею
- Кубок Полтавської області з хокею
- Чемпіонат Кременчука з хокею
- Кубок Кременчука з хокею